# Vuelta a Guatemala 2015
La 55.ª edición de la Vuelta a Guatemala se disputó entre el 26 de octubre y el 1 de noviembre de 2015. Fue organizada por la Federación Guatemalteca de Ciclismo.

## Etapas
| Etapa | Fecha          | Recorrido                         | km    | Ganador          | Líder            |
| 1.ª   | 26 de octubre  | Escuintla - San José (CRI)        | 42.8  | Manuel Rodas     | Manuel Rodas     |
| 2.ª   | 27 de octubre  | Ciudad de Guatemala - Teculután   | 114.5 | Alder Torres     | Manuel Rodas     |
| 3.ª   | 28 de octubre  | Chiquimula - Sanarate             | 117   | Román Villalobos | Manuel Rodas     |
| 4.ª   | 29 de octubre  | San Lucas Sacatepéquez - Tecpán   | 150   | Nervin Jiatz     | Manuel Rodas     |
| 5.ª   | 30 de octubre  | Sololá - San Pedro Sacatepéquez   | 126,5 | Álvaro Duarte    | Manuel Rodas     |
| 6.ª   | 31 de octubre  | San Juan Ostuncalco - Totonicapán | 127   | Álvaro Duarte    | Román Villalobos |
| 7.ª   | 1 de noviembre | Retalhuleu - Quetzaltenango       | 96,5  | Wilmar Pérez     | Román Villalobos |

## Evolución de las clasificaciones
| Etapa (Vencedor)             | Clasificación general | Clasificación de la montaña | Clasificación metas volantes | Clasificación sub-23 | Clasificación por equipos |
| ---------------------------- | --------------------- | --------------------------- | ---------------------------- | -------------------- | ------------------------- |
| 1.ª etapa (Manuel Rodas)     | Manuel Rodas          | No se entregó               | No se entregó                |                      | Cable DX-Decorabaños      |
| 2.ª etapa (Alder Torres)     | Manuel Rodas          | Daniel Bonilla              | Alder Torres                 | Jonathan De Leon     | Cable DX-Decorabaños      |
| 3.ª etapa (Román Villalobos) | Manuel Rodas          | Daniel Bonilla              | Alder Torres                 | Jonathan De Leon     | Cable DX-Decorabaños      |
| 4.ª etapa (Nervin Jiatz)     | Manuel Rodas          | Daniel Bonilla              | Alder Torres                 | Jonathan De Leon     | Nestle-Giant              |
| 5.ª etapa (Álvaro Duarte)    | Manuel Rodas          | Daniel Bonilla              | Alder Torres                 | Jonathan De Leon     | Nestle-Giant              |
| 6.ª etapa (Álvaro Duarte)    | Román Villalobos      |                             |                              |                      |                           |
| 7.ª etapa (Wilmar Perez)     | Román Villalobos      |                             |                              |                      |                           |
| Final                        | Román Villalobos      |                             |                              |                      |                           |